# بيتر ماكدونل (سياسي)
بيتر ماكدونل (بالإنجليزية: Angus McDonnell)‏ هو دبلوماسي وسياسي بريطاني (وحمل سابقاً جنسية المملكة المتحدة لبريطانيا العظمى وأيرلندا)، ولد في 7 يونيو 1881، وتوفي في 22 أبريل 1966. حزبياً، نشط في حزب المحافظين. في الانتخابات العامة في المملكة المتحدة 1924 ‏، انتخب عضو برلمان المملكة المتحدة الـ34 عن دائرة دارتفورد (29 أكتوبر 1924 – 10 مايو 1929).